# Final de la Copa Mundial de Clubes de la FIFA 2014
La final de la Copa Mundial de Clubes de la FIFA 2014 fue el último partido de dicho torneo, organizado en Marruecos. Fue la undécima final de la Copa Mundial de Clubes de la FIFA, campeonato disputado por los clubes ganadores de cada una de las seis confederaciones continentales, además del campeón de la liga de la nación local.
La final fue disputada entre el club español Real Madrid, en representación de la UEFA como el campeón reinante de la Liga de Campeones de la UEFA, y el club argentino San Lorenzo, en representación de la Conmebol como ganador de la Copa Libertadores de América. Fue jugada en el Estadio de Marrakech el 20 de diciembre de 2014.
Los españoles ganaron el partido por 2-0 y obtuvieron su primera Copa Mundial de Clubes de la FIFA; a la vez, obtuvieron su cuarto título mundial de clubes contando las Copas Intercontinentales de 1960, 1998 y 2002, e igualaron el récord de Milan.

## Enfrentamiento
| Bandera de España | vs. | Bandera de Argentina |
| Real Madrid 2     | vs. | San Lorenzo 0        |
| ----------------- | --- | -------------------- |

## Antecedentes

### Real Madrid Club de Fútbol
Real Madrid clasificó al torneo como ganador de la Liga de Campeones de la UEFA 2013-14, tras derrotar 4-1 en la prórroga a Atlético de Madrid en la final. Ésta fue la segunda vez que Real Madrid compitió en este certamen, ya que participó en la edición inaugural de 2000. Anteriormente, disputó en cinco oportunidades la Copa Intercontinental, la predecesora de la Copa Mundial de Clubes de la FIFA, con tres victorias (1960, 1998, 2002) y dos derrotas (1966, 2000). Llegó a la final del torneo después de derrotar al club mexicano Cruz Azul en las semifinales.

### Club Atlético San Lorenzo de Almagro
San Lorenzo clasificó al torneo como ganador de la Copa Libertadores 2014, tras derrotar 2-1 en el resultado global a Nacional en la final. Ésta fue la primera vez que San Lorenzo compitió en este certamen. Llegó a la final del campeonato tras derrotar al club neozelandés Auckland City en las semifinales.

## Camino a la final

### Real Madrid
| Fecha                   | Fase        | Estadio                         | Local     | Resultado | Visitante   |
| ----------------------- | ----------- | ------------------------------- | --------- | --------- | ----------- |
| 16 de diciembre de 2014 | Semifinales | Estadio de Marrakech, Marrakech | Cruz Azul | 0 – 4     | Real Madrid |

|  |                         |
|  | Triunfo de Real Madrid. |

### San Lorenzo
| Fecha                   | Fase        | Estadio                         | Local       | Resultado    | Visitante     |
| ----------------------- | ----------- | ------------------------------- | ----------- | ------------ | ------------- |
| 17 de diciembre de 2014 | Semifinales | Estadio de Marrakech, Marrakech | San Lorenzo | 2 – 1 (t.s.) | Auckland City |

|  |                         |
|  | Triunfo de San Lorenzo. |

## Partido
Si el encuentro terminara en empate después del tiempo reglamentario, se jugaría una prórroga (2 partes de 15 minutos cada una) y, posteriormente, si fuera necesario, se lanzarían tiros desde el punto penal para determinar el equipo ganador.
El partido en líneas generales fue dominado por el club español, sin embargo, le costó abrir el marcador (gol de cabeza de Sergio Ramos). San Lorenzo resistió con sus armas a pesar del planteo conservador de Bauza. La entrada de Leandro Romagnoli mejoró notablemente el funcionamiento del club de Boedo haciendo que San Lorenzo termine un digno partido.
| 20 de diciembre de 2014, 19:30 (UTC±0) | Real Madrid          | 2:0 (1:0) | San Lorenzo | Estadio de Marrakech, Marrakech                          |                                                          |
|                                        | Ramos 37' · Bale 51' | Reporte   |             | Asistencia: 38 345 espectadores Árbitro(s): Walter López | Asistencia: 38 345 espectadores Árbitro(s): Walter López |

### Ficha del partido
| 1          | Guardameta     | Iker Casillas     |     |
| 15         | Defensa        | Dani Carvajal     | 73' |
| 3          | Defensa        | Pepe              |     |
| 4          | Defensa        | Sergio Ramos      | 89' |
| 12         | Defensa        | Marcelo           | 44' |
| 23         | Centrocampista | Isco              |     |
| 8          | Centrocampista | Toni Kroos        |     |
| 10         | Centrocampista | James Rodríguez   |     |
| 11         | Delantero      | Gareth Bale       |     |
| 9          | Delantero      | Karim Benzema     |     |
| 7          | Delantero      | Cristiano Ronaldo |     |
| Entrenador | Entrenador     | Carlo Ancelotti   |     |

| 12         | Guardameta     | Sebastián Torrico  |     |
| 7          | Defensa        | Julio Buffarini    |     |
| 14         | Defensa        | Walter Kannemann   |     |
| 3          | Defensa        | Mario Yepes        | 61' |
| 21         | Defensa        | Emmanuel Mas       |     |
| 20         | Centrocampista | Néstor Ortigoza    |     |
| 5          | Centrocampista | Juan Mercier       |     |
| 30         | Centrocampista | Gonzalo Verón      | 57' |
| 8          | Centrocampista | Enzo Kalinski      |     |
| 11         | Centrocampista | Pablo Barrientos   |     |
| 9          | Delantero      | Martín Cauteruccio | 68' |
| Entrenador | Entrenador     | Edgardo Bauza      |     |

| 5  | Defensa | Fábio Coentrão | 44' |
| 17 | Defensa | Álvaro Arbeloa | 73' |
| 2  | Defensa | Raphaël Varane | 89' |

| 10 | Centrocampista | Leandro Romagnoli | 57' |
| 2  | Defensa        | Mauro Cetto       | 61' |
| 26 | Delantero      | Mauro Matos       | 68' |

| Anotado | 37' | Sergio Ramos | 1–0 |
| Anotado | 51' | Gareth Bale  | 2–0 |

| Amonestado | 22' | Sergio Ramos  |
| Amonestado | 30' | Dani Carvajal |

| Amonestado | 12' | Néstor Ortigoza  |
| Amonestado | 16' | Pablo Barrientos |
| Amonestado | 55' | Julio Buffarini  |
| Amonestado | 85' | Walter Kannemann |

| Árbitro             | Walter López    |
| Árbitros asistentes | Leonel Leal     |
| Árbitros asistentes | Gerson López    |
| Cuarto árbitro      | Noumandiez Doue |
| Quinto árbitro      | Songuifolo Yeo  |

| 1          | Guardameta     | Iker Casillas     |     |
| 15         | Defensa        | Dani Carvajal     | 73' |
| 3          | Defensa        | Pepe              |     |
| 4          | Defensa        | Sergio Ramos      | 89' |
| 12         | Defensa        | Marcelo           | 44' |
| 23         | Centrocampista | Isco              |     |
| 8          | Centrocampista | Toni Kroos        |     |
| 10         | Centrocampista | James Rodríguez   |     |
| 11         | Delantero      | Gareth Bale       |     |
| 9          | Delantero      | Karim Benzema     |     |
| 7          | Delantero      | Cristiano Ronaldo |     |
| Entrenador | Entrenador     | Carlo Ancelotti   |     |

| 12         | Guardameta     | Sebastián Torrico  |     |
| 7          | Defensa        | Julio Buffarini    |     |
| 14         | Defensa        | Walter Kannemann   |     |
| 3          | Defensa        | Mario Yepes        | 61' |
| 21         | Defensa        | Emmanuel Mas       |     |
| 20         | Centrocampista | Néstor Ortigoza    |     |
| 5          | Centrocampista | Juan Mercier       |     |
| 30         | Centrocampista | Gonzalo Verón      | 57' |
| 8          | Centrocampista | Enzo Kalinski      |     |
| 11         | Centrocampista | Pablo Barrientos   |     |
| 9          | Delantero      | Martín Cauteruccio | 68' |
| Entrenador | Entrenador     | Edgardo Bauza      |     |

| 5  | Defensa | Fábio Coentrão | 44' |
| 17 | Defensa | Álvaro Arbeloa | 73' |
| 2  | Defensa | Raphaël Varane | 89' |

| 10 | Centrocampista | Leandro Romagnoli | 57' |
| 2  | Defensa        | Mauro Cetto       | 61' |
| 26 | Delantero      | Mauro Matos       | 68' |

| Anotado | 37' | Sergio Ramos | 1–0 |
| Anotado | 51' | Gareth Bale  | 2–0 |

| Amonestado | 22' | Sergio Ramos  |
| Amonestado | 30' | Dani Carvajal |

| Amonestado | 12' | Néstor Ortigoza  |
| Amonestado | 16' | Pablo Barrientos |
| Amonestado | 55' | Julio Buffarini  |
| Amonestado | 85' | Walter Kannemann |

| Árbitro             | Walter López    |
| Árbitros asistentes | Leonel Leal     |
| Árbitros asistentes | Gerson López    |
| Cuarto árbitro      | Noumandiez Doue |
| Quinto árbitro      | Songuifolo Yeo  |

| \| Estadísticas \| \| \| \| Tiros \| 12 \| 9 \| \| Tiros al arco \| 10 \| 4 \| \| Faltas \| 16 \| 24 \| \| Tiros de esquina \| 5 \| 3 \| \| Tiros libres \| 2 \| 0 \| \| Penales \| 0 \| 0 \| \| Fueras de juego \| 2 \| 0 \| \| Posesión del balón \| 63% \| 37% \| | Alineación inicial |                      |
| Estadísticas | Bandera de España  | Bandera de Argentina |
| Tiros | 12                 | 9                    |
| Tiros al arco | 10                 | 4                    |
| Faltas | 16                 | 24                   |
| Tiros de esquina | 5                  | 3                    |
| Tiros libres | 2                  | 0                    |
| Penales | 0                  | 0                    |
| Fueras de juego | 2                  | 0                    |
| Posesión del balón | 63%                | 37%                  |

|                                                                       |
| Bandera de España                                                     |
| Campeón Real Madrid                                                   |
| 1.er título 4.to título mundial considerando la Copa Intercontinental |